# Dobra (Oleśnica)
Pour les articles homonymes, voir Dobra.
Dobra (prononciation : [ˈdɔbra]) est une localité polonaise de la gmina de Dobroszyce, située dans le powiat d'Oleśnica en voïvodie de Basse-Silésie.